# Неринг, Вальтер
Вальтер Неринг (нем. Walther Nehring; 15 августа 1892 — 20 апреля 1983) — немецкий офицер, участник Первой и Второй мировых войн, генерал танковых войск.

## Начало военной карьеры
В сентябре 1911 года поступил на военную службу, фанен-юнкером (кандидат в офицеры), в пехотный полк. С февраля 1913 года — лейтенант.

## Первая мировая война
Воевал на Восточном и Западном фронтах. С июня 1916 года — старший лейтенант. Дважды ранен. Награждён Железными крестами обеих степеней.

## Между мировыми войнами
Продолжил службу в рейхсвере. В конце 1918 — начале 1919 — воевал против поляков на восточной границе Германии. Затем служил на различных штабных и командных должностях. С марта 1937 года — полковник. К началу Второй мировой войны — начальник штаба 19-го армейского корпуса.

## Вторая мировая война
Участвовал в Польской и Французской кампаниях. С 1 июня 1940 года — начальник штаба танковой группы «Гудериан». С августа 1940 — генерал-майор. С октября 1940 — командир 18-й танковой дивизии.
С 22 июня 1941 года участвовал в германо-советской войне. Бои в Белоруссии, затем в районе Смоленска. В июле 1941 года награждён Рыцарским крестом. Бои под Тулой. С февраля 1942 года — генерал-лейтенант.
В марте 1942 года отправлен в Африку, командующим Немецким Африканским корпусом. С июля 1942 года в звании генерал танковых войск. 31 августа 1942 года тяжело ранен, эвакуирован в Германию.
С ноября 1942 года — командующий немецкими войсками в Тунисе.
С февраля 1943 года генерал танковых войск Неринг переведён на Восточный фронт, командующим 24-м танковым корпусом. Бои на реке Миус, затем на Днепре, затем в районе Винницы. В феврале 1944 года Неринг награждён Дубовыми листьями к Рыцарскому кресту. Бои в районе Каменец-Подольского, затем в Прикарпатье. В январе 1945 года награждён Мечами (№ 124) к Рыцарскому кресту с Дубовыми листьями.
С марта 1945 года — командующий 1-й танковой армией. После капитуляции Германии 8 мая 1945 года взят в американский плен.

## После войны
После войны написал подробную историю Германских танковых войск с 1916 по 1945 год озаглавленную "Die Geschichte der deutschen Panzerwaffe 1916 bis 1945".
Также написал предисловие к книге Лена Дейтона "Blitzkrieg: From the Rise of Hitler to the Fall of Dunkirk".

## Награды
- Железный крест (1914) 2-го класса (27 января 1915) (Королевство Пруссия)
- Железный крест (1914) 1-го класса (25 ноября 1917)
- Нагрудный знак «За ранение» (1918) в серебре
- Почётный крест Первой мировой войны 1914/1918 с мечами (1934)
- Медаль «За выслугу лет в вермахте» с 4-го по 1-й класс (1936)
- Медаль «В память 1 октября 1938 года» с пряжкой «Пражский замок»
- Пряжка к Железному кресту (1939) 2-го класса (11 сентября 1939)
- Пряжка к Железному кресту (1939) 1-го класса (29 сентября 1939)
- Медаль «За зимнюю кампанию на Востоке 1941/42»
- Медаль «За воинскую доблесть» в серебре (июнь 1942) (Королевство Италия)
- Нагрудный знак «За ранение» (1939) в золоте (2 сентября 1943)
- Рыцарский крест Железного креста с дубовыми листьями и мечами
  - рыцарский крест (24 июля 1941)
  - дубовые листья (№ 383) (8 февраля 1944)
  - мечи (№ 124) (22 января 1945)
- Нагрудный знак «За танковую атаку» в серебре
- Манжетная лента «Африка»